# ダメマネ! -ダメなタレント、マネジメントします-
『ダメマネ! -ダメなタレント、マネジメントします-』は、2025年4月20日から6月22日まで日本テレビ系「日曜ドラマ」枠にて放送されたテレビドラマ。主演は川栄李奈。

## あらすじ
第1話
かつて天才子役として名を馳せていた神田川美和は過去を隠し、「隅田川道子」として芸能事務所「TOYOプロダクション」に採用される。
初日に勘違いしエースである芸能1部に挨拶をするものの、実際採用されたのは癖のある売れない人々の集まる芸能4部に配属された美和。
妹に借金をさせた原因であり美和の過去を知る上司である犀川真一郎に、最初の仕事としてかつて人気を誇ったが今は過去の栄光に縛られ態度が悪いためほぼ仕事がない五味良介の出るCMの成立を任されてしまう。
マネージャーとしての経験がない美和は、真一郎からはまともにマネージメントをせず、決められたタイミングで渡されるセリフを読んで演技するように言われ、それをこなす事で問題を解決していくが、結局五味はCMの監督と衝突してCMを飛ばしてしまう。
しかし、実はこれは売れなくなったものの膨大な固定給で在籍する五味をやめさせるためのプロダクション側の策略だった。
その事を知り、美和は自らの過去を思い出し反抗、真一郎の力を借り演技をすることで五味を説得、結果として五味は芸能4部の新人として新たにスタートを切る事になるのだった。

## キャスト

### 主要人物
神田川美和（かんだがわ みわ）/ 隅田川道子（すみだがわ みちこ）〈29〉
演 - 川栄李奈（幼少期：増田梨沙）
TOYOプロダクション芸能4部の新人マネージャー。ある事件をきっかけに突然引退した元天才子役。
犀川真一郎（さいがわ しんいちろう）〈51〉
演 - 安田顕
TOYOプロの芸能3部と芸能4部の統括部長。美和のミステリアスなドS上司。

### TOYOプロダクション

#### 芸能4部
木村三太（きむら さんた）〈36〉
演 - 千葉雄大
マネージャーで美和の先輩。
和田浩二（わだ こうじ）〈58〉
演 - 橋本じゅん
芸能4部最年長のこじらせ俳優。
田辺昌枝（たなべ まさえ）〈56〉
演 - 濱田マリ
関西のおせっかいベテラン女優。
小野寺勉（おのでら つとむ）〈25〉
演 - 鈴木仁
東大卒の売れないインテリタレント。
横井猛（よこい たける）〈47〉
演 - 永野宗典
DIY好き古参俳優。
南萌絵（みなみ もえ）〈23〉
演 - 古田愛理
売れないグラビアアイドル。趣味はゲームとメイク。
後藤沙紀（ごとう さき）〈22〉
演 - 富田望生（第2話 - ）
同事務所からスカウトされた新人俳優。口数が少ない。

#### 芸能1部
真田祐士（さなだ ゆうじ）〈30〉
演 - 山田涼介（幼少期：青柳智也）
1部のスーパースター。
川島玲子（かわしま れいこ）〈49〉
演 - 吉瀬美智子
芸能1部と2部の統括部長。犀川を敵視している。
小松千秋（こまつ ちあき）〈25〉
演 - 華優希
1部のマネージャーで、川島の部下。

### その他
朝倉紫乃（あさくら しの）〈52〉
演 - 寺島しのぶ
大人気女優。"ある事件"をきっかけに消息不明になっている。
神田川桜（かんだがわ さくら）〈19〉
演 - 倉沢杏菜
美和の妹でちゃっかり者。大学生。
水島ジョージ
演 - 岩崎う大（かもめんたる）
美和が幼少期に行ったある事件の謝罪会見にて、芸能活動を自粛する予定はあるか美和本人に尋ねる記者。

### ゲスト

#### 第1話
五味良彦（ごみ よしひこ）〈68〉
演 - 竹中直人（最終回）
TOYOプロダクション芸能4部所属の仕事を干された大御所俳優。女性を下に見てくる。
幼少期の美和と共演経験がある。
赤井凛（あかい りん）〈34〉
演 - 野村麻純
五味が出演する「グランディモ」のスマートフォンのCMの撮影監督。女性だからという理由で見下し、しまいには衣装やアングルに文句をつけてきた五味に嫌気が差し、仕事をボイコットする。
田中
演 - 土佐和成
スマートフォンCMのクライアント「株式会社グランディネ」の担当者。五味のファン。
設楽浩暉（したら ひろき）
演 - 志尊淳（友情出演）
週刊誌『週刊新流』のフリーライター。真田の主演映画『かすみそうな彼』の完成披露試写会の取材に訪れており、それ用の差し入れを届けに来た美和に場所を尋ねるも、急いでいるとの理由ではぐらかされる。挙げ句の果てに、美和のことを部外者ではないかと疑い、どちらの方が強い関係者か名刺で張り合おうとするも、彼女に張り倒される。
司会
演 - 郡司恭子（日本テレビアナウンサー）
『かすみそうな彼』の完成披露試写会の司会。
茜
演 - 稲垣来泉
道子が見つめるポータブルDVDの映像で紫乃と共に出演している少女。
社長
演 - 滝裕二郎
美和の謝罪会見に同席する事務所社長。
CMスタッフ
演 - 丸山正吾、小出ミカ
CMのスタッフ。衣装もコンテも事前にチェックしたのになぜ突然ひっくり返すのかと道子に文句を言う。
記者
演 - 長谷場俊紀、橋爪ヨウコ（こじらせハスキー）、高橋和久
謝罪会見後、神田川美和の自宅前に詰めかけた記者たち。
女の子
演 - リリ
公園のブランコに乗りながら絵本を読んでいる女の子。

#### 第2話
上田可憐
演 - 足川結珠
TOYOプロダクション芸能1部の新人女優。
カメラマン
演 - 馬上亮
後藤沙紀の宣材写真を撮影するカメラマン。
プロデューサー
演 - 和田瑠子（第9話）
会議中にアポなしで突入した道子に沙紀を売り込まれる。
スタッフ
演 - 秋山ゆずき
日都テレビの新日曜8時ドラマのスタッフ。主役のお姉さん役のオーディション応募は締め切られているも、道子が泣き落としで沙紀のエントリーに成功。しかし沙紀は当日ドタキャンする。
スタッフ
演 - 中島広稀
沙紀が新たにエントリーした新ドラマのオーディションのスタッフ。
重岡永治
演 - 松田慎也
同新ドラマのプロデューサー。
有波康平
演 - 足立学
同新ドラマの演出家。
女優
演 - 平田風果
同新ドラマの出演者。オーディションで応募者とセリフ合わせをする。
女性
演 - 犬嶋英沙、八鍬有紗、ゆみちぃ
スカウトの手本として木村が声をかけたギャル3人組。
男性
演 - 富田健太郎
道子が最初にスカウトで声をかけたイカツイ男性。木村に対し悪態をつく。
道子がスカウトで声をかけた人たち
演 - 白石希望
「あっ 結構です」と道子を軽くあしらう女性。
演 - 星豪毅
「はいはいはい」とにべもない男性。
演 - MITCHY
「トーヨーって何？」と歩き去る男性。
演 - 鈴原柚南
「出た～芸能詐欺」とあしらう女性。
演 - 川田明日未
「別の事務所入ってるんで」と断る女性。
演 - 佐藤颯人
「うっせいな」と捨て台詞を残して立ち去る男性。

#### 第3話
黒島暁良
演 - 下総源太朗
真田祐士の作品出演を希望する映像監督。
GYポーク
演 - キム・ボンジュン（最終回）
韓国大手芸能事務所「true form」代表。手広く事業を展開する実業家。
店員
演 - きったん
道子が沙紀と行ったカラオケ屋の店員。
アナウンサー
声 - 望月ひとみ
GYポークが『デカゲーム2』とのコラボでGYポークウインナーを売り出すと発表したニュースを伝える。

#### 第4話
森口音也
演 - 上田琳斗
子役事務所「グリーンステップス」所属の有名子役。道子は彼を引き抜いてくることを犀川から命じられる。
森口恵子
演 - 伊藤歩
音也の母。
直子
演 - 映美くらら（最終回）
道子（美和）の母親。故人。
倉田洋平
演 - 今井隆文
「グリーンステップス」のマネージャー。
貝塚裕樹
演 - 山田海人
「グリーンステップス」所属の子役。音也が彼に暴力を振るい降板したことで、ミュージカル「ライオンプリンス」の主役の座を得ていた。
裕樹の母
演 - 小林きな子

竹田、竹田の娘
演 - 横内亜弓、三上野乃花
「グリーンステップス」に出入りしている母娘。
母親
演 - 吉澤実里、新野アコヤ
「グリーンステップス」に子供を通わせている母親。
郷田ランダム
演 - 矢作マサル
暴露系インフルエンサー。人気子役O君についてのヤバすぎるタレコミを紹介する。
松葉
演 - 隈部洋平
音也が出演することになった映画の制作チーム松葉組の監督。
耕太、健一、雄二
演 - 末次寿樹、櫻井碧人、嶺岸煌桜
同映画に出演する子役たち。

#### 第5話
溝口
演 - 大東駿介
木村が学生時代から組んでいるお笑い芸人「ビレッジマウス」の相方。芸能4部所属。
司会者、アシスタント
演 - 肥後克広、小室安未
「ビレッジマウス」が学生時代に出場した「お笑い ゲラゲラ王国」の司会とアシスタント。
石原
演 - 吉田ウーロン太（第9話）
テレビ局スタッフ。「ボケたがりのダメ出ししたがり」と木村は道子に説明した。
司会者
演 - 郡司恭子（日本テレビアナウンサー）
1回限り復活した「お笑い ゲラゲラ王国」の予選司会者。
スタッフ
演 - 下込佳介、富田エル
木村が休みの間、小野寺と和田＆昌枝を道子に売り込まれたテレビ局のスタッフ。
香呑、マッチョくん、おくらハイボール
演 - 香呑（本人役）、とっきー（ねじれネジ）、おくらハイボール（本人役）
「ビレッジマウス」が出演したお笑いライブ「ブリングユアスマイル」の出演者。
スピーカー
声 - たかのりさ!（はいどーも!テラスマです!）
同イベントで出演者を舞台袖から紹介するスタッフ。

#### 第6話
細井健一
演 - 佐藤大樹（EXILE/FANTASTICS）
田辺昌枝の26歳下の恋人。無名イケメン俳優。
佐々木
演 - 宮崎吐夢
コミュニティFM局、FMキタトーキョーのプロデューサー。
オーナー
演 - 植木紀世彦
FMキタトーキョーの「田辺昌枝の余計な一言」の番組スポンサーである成増のスーパー「コムスピ」のオーナー。
担当者
演 - 丸山正吾
真田が出演した酒のCMの広告代理店「創昭広告社」の担当者。

#### 第7話
カメラマン
演 - 西川瑞
南萌絵のグラビアを撮影するカメラマン。
子供役
演 - 大矢奈央貴、吉田奏佑
美和の子役時代に、撮影現場で子役時代の真田をイジメていた子役たち。

#### 第8話
緑山
演 - 遠山俊也
環境保全団体「ネイチャーグリーンプロテクション（NGP）」会長。17年前に美和が誤って死なせてしまったオオサンショウウオ「翔太朗くん」の元飼育担当者。
金村
演 - 植木祥平
和田が出演することになったACのCMのプロデューサー。
岩田絵里奈、名越康文
演 - いずれも本人（日本テレビアナウンサー）
真田と美和の熱愛記事を伝える番組「シューイチ」の司会者とコメンテイター。
記者
演 - 鈴木とーる（最終回）、留依まきせ（最終回）
和田の謝罪会見に出席した記者。CM撮影現場に美和が居たかなどを問い質す。
記者
演 - 上村愛香、佐古井隆之
17年前、紫乃の囲み取材で美和に関する質問を浴びせる記者。
スタッフ
演 - 難波なう
保全団体NGPのスタッフ。
AP
演 - 太田唯
沙紀が出演するドラマのAP。
記者
演 - アサヌマ理紗、濱仲太
美和と桜の住むアパート前で出待ちしている記者。
カメラマン
演 - 焙煎功一
ACのCMの撮影スタッフ。

#### 第9話
朝倉凛
演 - 田畑志真（最終回）
朝倉紫乃の娘。父親は犀川で、今年16歳になるという。
演出家
演 - 戸田昌宏（最終回）
TOYOプロが制作する舞台『愛おしい子』の演出家。
スポンサー
演 - 長島慎治
舞台『愛おしい子』のスポンサー。
鶴田富子
演 - 吉永薫
舞台『愛おしい子』の主演・恵美役だった女優。TOYOプロの一連の騒動から降板した。
プロデューサー、テレビ局員
演 - ラブ守永、松口（マンマーレ）
美和たちの売り込みを拒絶するテレビ局員。

#### 第10話（最終回）
マイク
演 - Niclas E
武蔵野国際映画祭でレッドカーペットを歩き、真田にインタビューされる映画「クライシスコントロール3」のメンバー。
- 直木レミ

## スタッフ
- 脚本 - 宮本武史、岩崎う大（かもめんたる）、西垣匡基（マゴノテ）[1]
- 音楽 - 瀬川英史、鈴木真人[1]
- 主題歌 - 東京スカパラダイスオーケストラ「私たちのカノン（VS. Chevon）」（cutting edge / JUSTA RECORD）[74]
- オープニング曲 - IVE「DARE ME」（Sony Music Labels Inc.）[75]
- 挿入歌 - Ryosuke Yamada「花のように」（ストームレーベルズ）[6]
- 監督 - 瑠東東一郎、猪股隆一[1]、松下敏也、松田健斗
- チーフプロデューサー - 松本京子[1]
- プロデューサー - 藤澤季世子、池田健司、秋元孝之、大護彰子[1]
- 制作協力 - オフィスクレッシェンド[1]
- 製作著作 - 日本テレビ

## 放送日程
| 各話                                                         | 放送日  | サブタイトル                                       | 脚本     | 監督       | 視聴率 |
| ------------------------------------------------------------ | ------- | -------------------------------------------------- | -------- | ---------- | ------ |
| 第1話                                                        | 4月20日 | 人生リベンジ開幕!                                  | 宮本武史 | 瑠東東一郎 | 4.2%   |
| 第2話                                                        | 4月27日 | 態度サイアク新人の才能、発掘せよ!                  | 宮本武史 | 瑠東東一郎 |        |
| 第3話                                                        | 5月04日 | スターの移籍、断固阻止!!                           | 宮本武史 | 猪股隆一   |        |
| 第4話                                                        | 5月11日 | 母守りたい…子役の闇を大捜査!?                      | 岩崎う大 | 松下敏也   |        |
| 第5話                                                        | 5月18日 | ダメ芸人…涙の解散!?                                | 岩崎う大 | 瑠東東一郎 |        |
| 第6話                                                        | 5月25日 | 大炎上!おばはんは原色着るな!?                      | 宮本武史 | 松田健斗   |        |
| 第7話                                                        | 6月01日 | マネージャーとスターの禁断デート…いきなりバレる!?  | 西垣匡基 | 瑠東東一郎 |        |
| 第8話                                                        | 6月08日 | 恋も過去も暴かれる! バレて燃えて会見へ!!           | 宮本武史 | 松田健斗   |        |
| 第9話                                                        | 6月15日 | 父親は誰!?突如主演降板大ピンチ!!                   | 西垣匡基 | 瑠東東一郎 |        |
| 最終回                                                       | 6月22日 | 全て覆す!? 最大スキャンダル発覚&叶えない恋の決断!! | 宮本武史 | 瑠東東一郎 |        |
| （視聴率はビデオリサーチ調べ、関東地区・世帯・リアルタイム） |         |                                                    |          |            |        |